# Lijst van afleveringen van Lost (seizoen 4)
Deze lijst geeft een overzicht van de verschillende afleveringen van het vierde seizoen van de Amerikaanse televisieserie Lost, dat in 2008 zijn première beleefde.
In het vierde seizoen leren we de zes personages kennen die van het eiland geraken (zie Oceanic Six). We komen ook te weten wie er op het schip zit waarmee de overlevenden contact maakten op het einde van seizoen drie (en een heel klein beetje over hun opdracht). Enkele van hen komen zelfs naar het eiland, en daar is niet iedereen gelukkig mee. Ook een oude bekende duikt terug op: Michael, met een wel heel speciale opdracht.
De eerste acht afleveringen werden van januari tot en met maart 2008 uitgezonden door de Amerikaanse zender ABC. Door de staking van scenaristen in Hollywood lagen de opnames van de reeks stil van november 2007 tot februari 2008 en werden zes afleveringen later opgenomen en uitgezonden tussen april en mei 2008. Het aantal afleveringen werd teruggebracht naar 14 (in plaats van de geplande 16).
Dit is het eerste seizoen waarin standaard flashforwards te zien zijn (uitgezonderd de laatste aflevering van seizoen drie), waarin wordt vooruitgeblikt naar gebeurtenissen die zich na de huidige gebeurtenissen op het eiland afspelen.

## Overzicht
| Nr. | Titel                                        | Flashback/forward                            | Regisseur        | Schrijver(s)                         | Uitzenddatum     |  |
| --- | -------------------------------------------- | -------------------------------------------- | ---------------- | ------------------------------------ | ---------------- |  |
| 4-01 (73) | The Beginning of the End                     | Hurley (FF)                                  | Jack Bender      | Damon Lindelof & Carlton Cuse        | 31 januari 2008  |  |
| Desmond komt aan wal en vertelt de rest van de overlevenden op het strand, Sawyer, Sayid en Hurley, dat Charlie dood is en hij een bericht achterliet, "Not Penny's boat". Hij bedoelt hiermee dat het schip voor de kust van het eiland, waarmee parachutiste Naomi contact had, hier voor een ander doel is dan hen te redden. Het is dus niet de boot van Desmonds vriendin Penny. Het groepje keert terug naar de rest van de overlevenden, die onder leiding staat van Jack. Onderweg raakt Hurley verdwaald en vindt hij Jacobs hut. Als hij door het raam kijkt ziet hij een man wiegen in een stoel. Vervolgens verschijnt iemand voor het raam. Hurley rent weg, maar als hij ogenblikken later zijn ogen opent staat hij opnieuw voor de hut. Wanneer hij even knippert is het bouwsel weer verdwenen. De rest van het groepje van het strand is inmiddels aangekomen bij Jacks groep. Locke is inmiddels ook gearriveerd, die vertelt dat zij allen in groot gevaar verkeren en in geen geval de telefoon mogen gebruiken om het schip de locatie van het eiland door te geven. Jack wordt kwaad op hem en schiet op hem met een pistool, maar dat blijkt niet geladen te zijn. Hurley, Claire en haar baby, Danielle, Ben, Alex, Karl en Sawyer besluiten met Locke naar het verlaten dorp van de Anderen te gaan om er bescherming te zoeken. De rest gaat met Kate en Jack mee om de bemanning van het schip te verwelkomen. Dan horen ze een helikopter en een parachutist. Flashforwards In flashforwards is Hurley te zien. Hij racet met zijn Camaro over de straten maar wordt aangehouden door de politie. Hurley roept dat hij van de "Oceanic Six" is (dus een van de zes overlevenden van Oceanic 815). Later vraagt een agent hem, aan de hand van videobeelden, waarom hij nu zo snel een winkel ontvluchtte en met zijn auto op de vlucht sloeg. Hurley reageert vreemd en er wordt besloten hem in een inrichting te plaatsen. In de inrichting komt een medewerker van Oceanic, Matthew Abbadon, op bezoek die hem een plaats in een betere inrichting aanbiedt. Nadat Hurley het aanbod weigert vraagt Abbadon "Are they still alive?" ("Leven ze nog?"). Hurley kijkt verschrikt en roept een verpleegster. Later krijgt het publiek te weten waarom Hurley nu wegvluchtte. Als hij buiten aan het schilderen is, staart er een man naar hem, Charlie. Charlie stond ook in de winkel. Charlie vertelt Hurley dat hij wist dat hij zou sterven maar dat hem niet wilde vertellen om zijn gevoelens te beschermen. Dan zegt Charlie "They need you" ("Ze hebben je nodig"). Hurley sluit zijn ogen, telt tot vijf, en dan is Charlie verdwenen. Nog later speelt Hurley basketbal wanneer Jack langskomt en met hem praat en basketbal speelt. Dan biedt Hurley zijn excuses aan voor het partij kiezen voor Locke op het eiland, en hij zegt dat ze terug moeten. Jack zegt dat ze dat nooit zullen doen. Hurley geeft als antwoord "Never say never, dude" ("Zeg nooit nooit"). |                                              |                                              |                  |                                      |                  |  |
| 4-02 (74) | Confirmed Dead                               | De bemanning van het nabijgelegen schip (FB) | Stephen Williams | Drew Goddard & Brian K. Vaughan      | 7 februari 2008  |  |
| Vier mensen springen uit een helikopter met een parachute, waaronder ene Daniel. Jack en Kate rennen naar hem toe en vragen hoeveel mensen zich in het toestel bevonden. Daniel krijgt van Kate de satelliettelefoon van Naomi te leen, en belt daarmee een persoon met de naam George. Daniel loopt een eindje van Jack en Kate weg, en de twee zien het pistool dat in de achterzak van Daniel zit. Sawyer vraagt aan John waarom ze naar het oosten lopen, niet naar de bouwsels van de Anderen. Locke zegt dat ze een omweg maken om een hut te bezoeken (de hut van Jacob). Hurley zegt dat hij dacht dat de hut de andere kant op was. Locke en Ben zijn beiden van hun stuk. John vraagt "What?", waarop Hurley zijn eerdere antwoord corrigeert en duidelijk maakt dat hij de vliegtuigcockpit bedoelde. Saywer vraagt aan John waarom ze naar de hut toegaan. Locke zegt dat hij dat hoorde van Walt. Hij maande hem om Naomi te stoppen en te voorkomen dat ze gevonden zouden worden door haar team. Ook zegt John dat Walt hem redde nadat hij was doorboord met een kogel door Ben. John laat aan Sawyer een wond op zijn buik zien en zegt dat hij met zijn nier waarschijnlijk dood zou zijn geweest. In de jungle vindt Kate spullen uit de helikopter. Jack vindt in een doos gaspakken en gasmaskers. Hij vraagt waar die spullen voor zijn, waarop Daniel zegt dat hij niet verantwoordelijk is voor de meegebrachte spullen. Daarna vraagt Jack waarom Daniel een pistool heeft. Daniel antwoordt dat hij het pistool uit voorzorg heeft, en dat het redden van de overlevenden niet hun eerste prioriteit is. Johns groep vindt de parachutiste Charlotte. Ze zegt dat ze hen gaat redden, maar het groepje is nogal wantrouwig. Ben schiet op Charlotte, maar ze heeft een kogelvrij vest aan. Jack, Kate, Miles, Sayid en Daniel vinden de piloot van de helikopter, Frank, bewusteloos op de grond. Dan ontwaakt hij en vertelt hij hoe onweer het de landing moeilijk maakte. Toch blijkt het toestel onbeschadigd geland te zijn. Miles krijgt de satelliettelefoon van Naomi te leen, waarmee hij iemand genaamd Regina belt. Hij draagt haar op Minkowski te bellen, maar die is niet aanwezig. Miles zegt dat ze hier voor Benjamin Linus (Ben) zijn, en hij vraagt waar hij is. Aan het einde van de aflevering wil Sawyer Ben gaan doodschieten. Ben zegt dat ze dat niet moeten doen omdat hij informatie heeft. De mensen van het schip komen voor hem, en hij zegt dat er iemand op het schip aanwezig is die hij kent. Flashbacks In de flashbacks worden de belevenissen van de bemanning van het schip dat bij het eiland ligt om hen te redden behandeld. In de Sundatrog worden de vermeende resten van Oceanic 815 door onderwaterrobots gefilmd. Vanwege de diepte zullen de resten van het vliegtuig en de lijken niet geborgen worden. Als Daniel Faraday de beelden op televisie ziet moet hij huilen. Miles Straume is een medium dat spoken verjaagt. Nadat hij het nieuws over de ontdekking van het wrak van Oceanic 815 te weten komt, krijgt hij de opdracht de geest van een vermoorde jongen te kalmeren. Miles gebruikt de geest ook om de locatie van wat geld en drugs te weten te komen. Hij neemt het geld mee, maar laat de drugs achter. Charlotte Lewis is bezig met opgravingen van een poolbeer in het midden van een woestijn. Bij het skelet vindt ze een halsketting met daarop het symbool van het Hydrastation van het Dharma-initiatief. Frank Lapidus is op de Bahama's en ziet op de televisie de resten van Oceanic 815. Hij merkt op dat het lichaam van piloot Seth Norris in werkelijkheid iemand anders moet zijn omdat hij zijn trouwring mist, die hij altijd draagt. Lapidus belt naar Oceanic, maar hem wordt verzekerd dat de ring onder water is verdwenen. Later zegt Lapidus dat hij aanvankelijk de piloot van Oceanic 815 zou zijn. Ten slotte wordt Naomi getoond, die in gesprek is met Matthew Abbadon. Naomi zegt hem dat de mensen die zijn gekozen om mee te gaan met de missie (de missie om met een schip naar het eiland te varen) daar niet geschikt voor zijn. Abbadon zegt dat de vier elk hun kwaliteiten hebben en ze niet moet tegenstribbelen, maar gewoon haar werk doen. |                                              |                                              |                  |                                      |                  |  |
| 4-03 (75) | The Economist                                | Sayid (FF)                                   | Jack Bender      | Edward Kitsis & Adam Horowitz        | 14 februari 2008 |  |
| Frank Lapidus wil niet vertrekken met de helikopter vooraleer Charlotte terug bij de groep is. Sayid stelt voor om met Miles en Kate op zoek te gaan naar Locke en Charlotte bij hem los te krijgen. Ze worden echter in de val gelokt door Hurley en Locke, en moeten onderhandelen over de vrijlating van Charlotte: Sayid moet Miles en Kate achterlaten in ruil voor Charlotte. Locke zegt tegen Sayid dat Ben al een spion aan boord heeft, maar Sayid verkoopt liever zijn ziel dan Ben te geloven. Dan vraagt aan Regina, die nog op de boot is, een projectiel af te vuren naar een baken dat hij heeft opgesteld. Volgens Regina zou het projectiel al na enkele minuten moeten aankomen, maar het projectiel landt een half uur nadat het is afgeschoten op het eiland. Juliette gaat op zoek naar Desmond, die zich met de rest van de groep op het strand bevindt. Frank heeft een foto van Desmond en Penelope bij, maar ontkent dat hij haar kent. Desmond wil nu ook mee aan boord van de helikopter. Samen met Sayid, Frank en het lijk van Naomi, vliegt Desmond het eiland af, op weg naar de boot. Flashforwards In de flashforward volgen we Sayid. Hij is blijkbaar een van de overlevenden (de 'Oceanic Six'). Hij is op de Seychellen aan het golfen, wanneer iemand zich bij hem voegt. Wanneer hij zich kenbaar maakt als een van de 'Oceanic Six', weet de man niet meer waar hij het heeft en vermoordt Sayid de man. Vervolgens zien we Sayid in Berlijn, waar hij in een koffiehuis kennis maakt met Elsa (Thekla Reuten). Hij nodigt haar uit om iets te gaan eten, en als hij het koffiehuis buiten wandelt, belt Sayid naar iemand met de melding dat het contact gemaakt is. Sayid is niet geïnteresseerd in haar, maar in haar baas (de befaamde "Economist"). Na een tijdje krijgt Sayid gevoelens voor Elsa, en waarschuwt haar dat ze moet verdwijnen, omdat haar baas binnenkort er niet meer zal zijn. Elsa schiet dan Sayid in zijn schouder, en belt haar baas op, met de boodschap dat ze die middag Sayid zal afleveren in een naburig hotel: Elsa is namelijk zelf een spionne. Maar Sayid kan Elsa neerschieten. Sayid zoekt dan hulp voor de kogel in zijn arm: hij wordt in de praktijk van een dierenarts geholpen door niemand minder dan Ben Linus, die een nieuwe opdracht heeft voor Sayid. Sayid zegt dan dat dit moeilijk zal worden, omdat 'zij' nu weten dat hij achter hen aanzit, waar Ben op antwoordt: 'Goed!' |                                              |                                              |                  |                                      |                  |  |
| 4-04 (76) | Eggtown                                      | Kate (FF)                                    | Stephen Williams | Elizabeth Sarnoff & Greggory Nations | 21 februari 2008 |  |
| Locke brengt voedsel naar Benjamin Linus, die nu zijn gevangene is. Hij wil weten van Ben wie zijn spion aan boord is. Ben weigert dit te vertellen, en voegt er nog wat pesterijen aan toe, waarop Locke gefrustreerd raakt. Wanneer Kate komt vragen aan Locke waar Miles is, weigert die dit te vertellen. Hurley is wel loslippig, en vertelt haar dat Miles wordt gevangen houden in de vissershut. Kate haast zich dan naar de hut, en wil van Miles weten wat hij en de mensen aan boord van het schip allemaal over haar weten. Miles wil dit wel vertellen, maar in ruil hiervoor wil hij Ben spreken. Een deal met Locke is uit den boze, dus schakelt Kate Sawyer in. Die kan Locke weglokken (door de waarheid te vertellen) van zijn huis, waardoor Kate met Miles naar Ben trekt. Miles vraagt aan Ben of hij weet wie hij is en wat hij op het eiland komt doen. Ben bevestigt dit. Miles probeert dan Ben te chanteren: voor 3,2 miljoen dollar zal hij Ben met rust laten en aan de rest van zijn collega's vertellen dat hij hem heeft vermoord. Miles vergeet ook zijn tegenprestatie aan Kate niet, en vertelt haar dat hij alles over haar verleden weet. Op het strand probeert Jack het schip te bellen. Dit lukt hem niet, en hij verplicht Charlotte om (via een geheim noodnummer) contact op te nemen met het schip. Regina neemt op, en tot hun verbazing is de helikopter nog altijd niet aangekomen op het schip (terwijl deze de avond ervoor is vertrokken). Flashforwards We volgen Kate in de flashforwards. We zien haar in de rechtbank, waar ze verantwoording moet afleggen voor alle misdaden die ze begaan heeft voor ze op het eiland belandde. Ze is een van de 'Oceanic Six', dus heel de rechtszaak wordt met veel belangstelling door de media gevolgd. Kate is ondertussen ook moeder geworden van een zoon. Kate pleit onschuldig voor de rechter. Kroongetuige in de zaak is haar moeder Diane (die ondertussen zwaar ziek is). Het ziet er niet goed uit voor Kate, en haar advocaat besluit om Jack te laten getuigen over Kate's persoonlijkheid. Tijdens zijn verklaring liegt Jack: hij zegt dat er na de crash slechts 8 overlevenden waren, dat Kate hen uit het water heeft gehaald en dat 2 personen vrij snel hierna overleden zijn. Kate krijgt dan bezoek van haar moeder: zij is niet meer boos op Kate voor wat er gebeurd is (ze had al gerouwd toen ze hoorde dat Kate verongelukt was op Oceanic 815) en zal geen verklaring afleggen voor de rechtbank. Dit brengt het ministerie in een lastig parket: ze hebben geen bewijzen meer en stellen een deal voor: 10 jaar voorwaardelijk en ze moet in Californië blijven. Kate neemt de deal aan en mag naar huis gaan. Daar aangekomen is ze wat blij haar zoon weer te zien. Maar dit blijkt niet haar zoon te zijn, doch Aaron - de zoon van Claire Littleton. |                                              |                                              |                  |                                      |                  |  |
| 4-05 (77) | The constant                                 | Desmond (FB)                                 | Jack Bender      | Carlton Cuse & Damon Lindelof        | 28 februari 2008 |  |
| Desmond, Sayid en Frank hebben te maken met hevige turbulentie als ze met de helikopter vliegen van het eiland naar het fregat 130 kilometer verder. Opeens vliegt Desmond in zijn gedachte terug naar 1996, waar hij in dienst is van het Britse leger. Een ogenblik later bevindt hij zich weer in het heden, 2004, in de helikopter, maar hij weet niet meer waar hij is en wie Sayid en Frank zijn. Zijn geheugen van gebeurtenissen na 1996 ontbreekt. Nadat de helikopter is geland, blijft Desmond terugflitsen van 1996 naar 2004 en weer terug. Het lijkt erop dat wie naar het eiland toegaat of het weer verlaat last krijgt van tijdsdesoriëntatie. De bemanning van het fregat besluit Desmond op te nemen in de ziekenboeg, waar ook communicatieofficier George Minkoswki ligt. Hij maakt exact hetzelfde mee als Desmond. Minkowski legt uit dat iemand de radiokamer enkele dagen geleden heeft gesaboteerd en dat Desmonds ex-vriendin Penny Widmore daarvoor meerdere malen heeft geprobeerd het fregat te bellen. Korte tijd later sterft Minkowski aan een aanval. Sayid gebruikt de satelliettelefoon om te bellen met Jack Shephard op het eiland en te zeggen dat Desmond lijdt aan geheugenverlies. Daniel, een natuurkundige op het eiland, vraagt aan Jack of Desmond recentelijk is blootgesteld aan een hoge dosis straling of elektromagnetisme. Jack denkt van niet, alhoewel Desmond aan elektromagnetisme is blootgesteld toen de bunker bijna een maand geleden implodeerde. Daniel praat met Desmond en vraagt aan hem hoe het met hem gaat. Desmond antwoordt dat hij gelooft dat hij in 1996 is terwijl hij bij het leger is. Daniel draagt Desmond vervolgens op om, als hij zich weer in 1996 bevindt, de trein naar Oxford University te nemen om Daniel daar te zoeken. Desmonds flitsen terug in de tijd beginnen steeds vaker en langer voor te komen. Terug in 1996 vindt hij Daniel in Oxford, die Desmond zijn laboratorium laat zien waar hij experimenteert met een tijdmachine. Daniel plaatst zijn proefrat Eloise in een doolhof en stelt haar bloot aan een hoge dosis elektromagnetisme. De rat lijkt eerst in coma te raken, maar dan rent de rat door het doolhof moeiteloos naar het eindpunt. Daniel is enthousiast omdat hij Eloise nog niet eens had geleerd door het doolhof heen te lopen (dat zou hij pas later die dag doen). Desmond realiseert zich dat hij zich, net als de rat, bevindt in een tijdlus. Eloise wist al voor dat Daniel haar de weg door het doolhof had geleerd hoe ze moest lopen. Eloise sterft even later aan een hersenbeschadiging. Desmond wordt zenuwachtig, hij is bang dat ook zijn leven op eenzelfde manier zal eindigen. Daniel legt hem uit dat hij een "constante" zal moeten vinden om te stabiliseren, iemand die zich in beide tijden bevindt (in Desmonds geval zowel in 1996 als in 2004). Desmond besluit om Penny als constante nemen. Hij moet met haar bellen in 2004. Dan kan enkel als hij haar telefoonnummer heeft. Via Penny's vader Charles (Alan Dale) krijgt Desmond haar adres. Aangekomen in 1996 is Desmond aangekomen bij Penny's huis. Door hun relatiebreuk wil ze zo min mogelijk te maken hebben met Desmond. Desmond moet haar telefoonnummer te hebben, en hij belooft haar niet te bellen tot kerstavond 2004, acht jaar later. Weer terug in 2004 heeft Sayid de radiotoren gedeeltelijk hersteld. Desmond weet korte tijd te bellen met Penny. Penny vertelt hem dat ze al drie jaar naar hem aan het zoeken is. De twee maken het, vlak voordat de elektriciteit uitvalt, weer goed. Ondertussen bladert Daniel door zijn notitieblok en ontdekt hij een aantekening die hij had gemaakt vlak nadat Desmond hem had bezocht in 1996: "Als er iets fout gaat, zal Desmond Hume mijn constante zijn". |                                              |                                              |                  |                                      |                  |  |
| 4-06 (78) | The other woman                              | Juliet (FB)                                  | Eric Laneuville  | Drew Goddard & Christina M. Kim      | 6 maart 2008     |  |
| Daniel en Charlotte trekken er 's nachts op uit om het DHARMA-station "The Tempest" te vinden. Jack en Juliet besluiten ze te achtervolgen. Onderweg verschijnt ineens Harper voor Juliette, en vertelt haar dat Daniel en Charlotte iedereen op het eiland willen doden door een dodelijk gas te laten ontsnappen, en dan Ben haar de opdracht heeft gegeven om Daniel en Charlotte te vermoorden. Kate komt Daniel en Charlotte in de jungle tegen, en Charlotte slaat haar bewusteloos. Nadat Jack en Juliet Kate hebben gevonden, verzorgt Jack haar en vertrekt Juliet naar "The Tempest". In het station vindt Juliet Daniel in een gaspak bij een computerruimte. Daniel en Charlotte proberen Juliet ervan te overtuigen dat ze niemand willen doden, ze proberen iedereen redden door de giftige gassen onschadelijk te maken, dat ook het geval lijkt te zijn. In de barakken van de Anderen overlegt Ben met John over zijn vrijheden. Ben vertelt John dat het schip dat voor de kust ligt (de Kahana) het eigendom is van Charles Widmore, de vader van Desmonds vriendin Penny. Widmore wil het eiland exploiteren. Nadat Ben aan Locke een document heeft gegeven met informatie over Widmore, wordt hij vrijgelaten. Ben blijft echter bij de groep, tot ontsteltenis van de anderen. Flashbacks In de flashbacks wordt Juliet gevolgd, die in september 2001 is aangekomen op het eiland om onderzoek te doen naar de baby's die er sterven. Ze krijgt een relatie met Goodwin, die vermoord wordt teruggevonden nadat de passagiers van Oceanic 815 zijn neergestort op het eiland en hem tegenkwamen. Dan krijgt Juliet ook te weten dat Ben een oogje op haar heeft. |                                              |                                              |                  |                                      |                  |  |
| 4-07 (79) | Ji Yeon                                      | Jin (FB) & Sun (FF)                          | Stephen Semel    | Edward Kitsis & Adam Horowitz        | 13 maart 2008    |  |
| Sun wordt argwanend over de bedoelingen van de mensen van de boot en wil overstappen naar het kamp van Locke. Juliette waarschuwt haar dan: alle vrouwen die zwanger zijn op het eiland overlijden eenmaal ze hun tweede trimester ingaan. Ze wil dan ook dat Sun blijft en van het eiland gaat zodra ze kan. Sun weigert en Juliette moet nu proberen via Jin haar te overhalen. Die zegt dat hij zijn vrouw volgt. Juliette vertelt dan tegen Jin dat Sun een buitenechtelijke relatie heeft gehad en dat de baby misschien wel niet van hem is. Jin stormt dan boos het woud in. Bernard heeft dan een gesprek met Jin, die daarna teruggaat naar Sun. Zij garandeert hem dat het zijn baby is. Ze beginnen zelfs al na te denken over een naam. Aan boord van het schip willen Sayid en Desmond nog altijd de kapitein spreken. Als ze hem te spreken krijgen, vertelt de kapitein, genaamd Gault, dat het vliegtuig op de bodem van de oceaan daar gelegd is door Benjamin Linus. Charles Widmore, de man voor wie zij werken, wil Ben daarom aanpakken. Ze worden dan naar een ander deel van het schip gebracht, waar ze kennismaken met matroos Kevin Johnson: een alias voor Michael Dawson, de man die met zijn zoon Walt op het einde van het tweede seizoen het eiland verliet... Flashbacks en flashforwards We zien Sun, hoogzwanger en op het punt om te bevallen. Ze wordt opgenomen in het ziekenhuis en bevalt er van een meisje, Ji Yeon. Ondertussen volgen we ook Jin, die gehaast op weg naar het ziekenhuis is. Hij koopt een grote pandabeer, die hij onderweg verliest. Hij keert terug, en daar staat ineens zijn panda weer. Ook zijn telefoon geraakt hij kwijt. Eenmaal aangekomen bij het ziekenhuis zien we dat Jin niet op weg is naar Sun, maar dat hij voor zijn baas die beer bij de Chinese ambassadeur moest afleveren. De scènes van Jin zijn namelijk flashbacks, die van Sun zijn flashforwards: zij is van het eiland geraakt en een van de Oceanic Six. In de laatste scene zien we dan Sun die bloemen legt op het graf van Jin. De datum op het graf is de dag van hun vliegtuigcrash. |                                              |                                              |                  |                                      |                  |  |
| 4-08 (80) | Meet Kevin Johnson                           | Michael (FB)                                 | Stephen Williams | Elizabeth Sarnoff & Brian K. Vaughan | 20 maart 2008    |  |
| John organiseert een vergadering voor de mensen die zich bij hem hebben aangesloten, en legt uit wat Miles op het eiland komt doen en waarom hij Ben vrij laat rondlopen. Ben bevestigt dat Michael zijn spion op het schip is. Na de vergadering raadt hij zijn dochter Alex aan om de overige "Others" te vervoegen, die zich schuilhouden in The Temple, een station in de bergen. Rousseau (haar moeder) en Karl (haar vriendje) gaan mee. De rest van de aflevering gaat over Michael en wat er met hem gebeurd is sinds hij van het eiland is geraakt. Sayid pakt Michael vast aan boord van het schip en eist een verklaring van Michael. Hij vertelt dan zijn verhaal: Michael woont in Manhattan, waar hij vervreemd is van Walt. Hij heeft namelijk verteld dat hij Libby en Ana Lucia heeft vermoord, en Walt kan hem dat niet vergeven. Walt woont bij zijn grootmoeder en wil zijn vader niet zien. Michael onderneemt dan een zelfmoordpoging, maar faalt hierin. Hij krijgt bezoek van Tom van "The Others". Die vertelt hem dat het eiland het niet zal toelaten dat hij zichzelf doodt. Hij kent ook Michaels verhouding met Walt, en wil hem de kans geven 'het terug goed te maken'. Hij moet infiltreren als 'Kevin Johnson' aan boord van de Kahana, het schip van Charles Widmore en iedereen aan boord vermoorden. Hij probeert een bom te laten ontploffen, maar die blijkt vals. Ben belt dan naar Michael en legt hem uit dat dit een test was en dat The Others niet meer doden willen, maar dat hij informatie over de bemanning moet verzamelen. Sayid is verbijsterd, en sleept Michael mee naar de kapitein en onthult Michaels ware identiteit. In de laatste scene zien we Rousseau, Karl en Alex, die vlak bij de tempel zijn. Ze worden echter onder vuur genomen en Karl en Rousseau worden neergeschoten. |                                              |                                              |                  |                                      |                  |  |
| 4-09 (81) | The Shape of Things to Come                  | Ben (FF)                                     | Jack Bender      | Brian K. Vaughan & Drew Goddard      | 24 april 2008    |  |
| Wanneer het lichaam van de dokter van de Kahana aanspoelt, probeert Daniel contact te krijgen met het schip via morsecode. Hij liegt over het antwoord dat hij krijgt (Bernard kan ook morse decoderen) en dat maakt de overlevenden zeer argwanend, zeker als Daniel toegeeft dat ze niet naar het eiland gekomen zijn om hen te redden. Alex wordt gevangengenomen door een groep huurlingen, die onder leiding staan van ene Martin Keamy. Volgens Ben zijn ze ingehuurd door Charles Widmore. Alex wordt verplicht het krachtveld dat de barakken beschermt te deactiveren. Ze doet dit met een code die ervoor zorgt dat de telefoon gaat in Bens huis en zo Locke kan alarmeren. Ben schiet in paniek als hij hoort van het telefoontje en begint maatregelen te treffen. Plots wordt het kamp onder vuur genomen: enkele (onbekende) volgelingen van Locke worden neergeschoten en het huis waar Claire in zit, wordt volledig verwoest door een raket. Ze wordt gered door Sawyer, die nu probeert in het huis van Ben (waar Locke, Sawyer en Hurley zich schuilhouden) binnen te geraken. Na een tijdje gaat de bel: Miles is bevrijd door de huurlingen en op Ben afgestuurd met een walkietalkie. Die stellen hem voor een ultimatum: Ben moet naar buiten komen met zijn handen omhoog om te vermijden dat er meer slachtoffers vallen. Ben weigert, waarop de huurlingen Alex erbij halen: als Ben niet naar buiten komt binnen de 10 seconden, gaat zij eraan. Ben ontkent dan dat Alex zijn dochter is en zegt dat ze niets voor hem betekent. Keamy schiet daarop Alex dood. Dit doet Ben concluderen dat 'hij' de regels veranderd heeft en hij sluit zich op in zijn geheime kamer, waar zich nog een geheime deur bevindt. Ben komt terug en vertelt de anderen dat ze op zijn teken naar buiten moeten gaan en naar het woud moeten lopen. Enkele momenten later begint de grond te trillen en komt het zwarte rookmonster door het dorp getrokken en vernietigt de huurlingen die zich schuil houden in het woud. Wanneer Sawyer dan aan de anderen zegt dat hij genoeg heeft van Bens spelletjes, trekken hij, Miles, Claire (en Aaron) naar het strand. Ben, Locke en Hurley gaan op zoek naar de hut van Jacob. Flashforwards We volgen Ben in de flashforwards, blijkbaar een jaar na de crash van het vliegtuig. De Oceanic Six zijn terug thuis, en Ben ziet op de televisie (in Tunesië) dat Sayid zijn vrouw moet begraven (zij is blijkbaar vermoord). Hij steekt dan (via Syrië) de grens met Irak over en bespioneert Sayid tijdens de begrafenis van zijn vrouw. Sayid heeft hem echter gezien, en overvalt hem met de vraag waarom hij daar is. Volgens Ben is Sayids vrouw vermoord door de bende rond Charles Widmore. De moordenaar (genaamd Ismaël Bakir) is ook aanwezig op de begrafenis van Sayids vrouw (zij het vanop een veilige afstand). Ben achtervolgt hem, maar Bakir heeft al snel door dat hij achtervolgd wordt. Hij wacht Ben op en wil weten wie hij is. Maar dan daagt Sayid ineens op en hij schiet Bakir neer. Zo is blijkbaar hun samenwerking ontstaan, want Sayid vraagt wie de volgende is die hij moet ombrengen. Ben bezoekt ook, in het holst van de nacht, Charles Widmore. Die vraagt of Ben gekomen is om hem te vermoorden. Ben antwoordt dat Charles best weet dat hij dat niet kan doen, maar dat hij Penelope (zijn dochter) zal vermoorden- zoals Charles dat gedaan heeft met Alex. En blijkbaar is hun vete nog niet voorbij, want zowel Charles als Ben gaan nog steeds voor de heerschappij over het eiland. |                                              |                                              |                  |                                      |                  |  |
| 4-10 (82) | Something Nice Back Home                     | Jack (FF)                                    | Stephen Williams | Edward Kitsis & Adam Horowitz        | 1 mei 2008       |  |
| Bernard wil weten wat Daniel en Charlotte komen doen op het eiland. De emoties laaien hoog op en Jack komt tussenbeide. Maar Jack voelt zich al even niet goed en stort in elkaar. Juliet onderzoekt Jack en hij blijkt last te hebben van zijn appendix- die moet er nu uitgehaald worden, anders overleeft Jack het niet. Juliet vraagt dan aan Sun om naar "The Staff" te gaan (de ziekenboeg) en daar wat medische instrumenten te halen om Jack te kunnen opereren. Sun kent echter niets van medische apparatuur, dus biedt Daniel zijn diensten aan: hij zal met Sun naar daar trekken om alle instrumenten te halen. Jin en Charlotte gaan ook mee. Wanneer Jin en Sun in het Koreaans tegen elkaar babbelen, merkt hij een geheimzinnig lachje op bij Charlotte. Hij heeft door dat zij hen verstaat en spreekt haar aan. Hij eist dat bij een volgende helikoptervlucht Sun mee wordt genomen naar het schip, anders zal hij Daniel pijn doen. Charlotte stemt in. Eenmaal terug op het strand wil Juliet onmiddellijk beginnen met de operatie. Jack wil dat Kate bij de operatie aanwezig is en wil plaatselijk verdoofd worden om de operatie te kunnen volgen. Maar eenmaal bezig is de pijn te erg en Juliet verplicht Bernard Jack volledig te verdoven met chloroform. De operatie slaagt en Kate is blij dat alles goed is overlopen. Juliet bekent dan aan Kate dat zij en Jack gekust hebben, maar ze denkt dat die kus eigenlijk bedoeld was voor Kate. Sawyer, Miles, Aaron en Claire zijn op weg naar het strand, wanneer ineens Frank Lapidus uit de struiken komt gesprongen. Hij is op weg naar de helikopter met enkele huurlingen, die het zwarte rookmonster overleefd hebben. Hij zegt tegen Sawyer dat ze zich snel moeten verstoppen, want als Keamy hen ziet, schiet hij ze allemaal dood. Ze verstoppen zich- net voor Keamy en de overgebleven huurlingen zich bij Frank voegen. Ze komen goed weg en overnachten die nacht in het woud. Midden in de nacht schiet Claire wakker, en ziet haar vader met Aaron. De volgende ochtend is Claire verdwenen – Aaron ligt een beetje verder te wenen in de struiken. Flashforwards We zien Jack, blijkbaar enkele maanden na hun thuiskomst, in een bed ontwaken. Hij stapt naar de badkamer waar een vrouw zich aan het douchen is. Dit blijkt Kate te zijn: ze hebben een relatie. Jack probeert zelfs voor Aaron een vader te zijn. Het lijkt erop dat hij en Kate heel gelukkig zijn: hij vraagt haar zelfs ten huwelijk. Maar Jack krijgt een paar dagen later telefoon: Hurley zit nog steeds opgesloten in een psychiatrische instelling en wil zijn medicatie niet nemen. Jack gaat naar Hurley en vraagt wat er aan de hand is. Hij zegt dat het geen zin heeft de medicatie te nemen, want ze zijn toch al dood. Hij zegt dat hij ook nog altijd met Charlie praat, en dat Charlie ook een boodschap heeft voor Jack: hij zal namelijk binnenkort zelf iemand op bezoek krijgen. Jack is dan op een avond aan het werk wanneer hij in de gang zijn vader ziet. Hij denkt dat hij droomt, en weet niet meer wat hij moet denken. Kate doet ook raar: ze krijgt geheimzinnige telefoontjes en is de hele dag weg. Wanneer Jack dan vraagt waar ze naartoe is geweest, zegt ze dat ze iets moest doen voor Sawyer. Jack zegt dat dat niet kan, want Sawyer heeft er vrijwillig voor gekozen op het eiland te blijven. |                                              |                                              |                  |                                      |                  |  |
| 4-11 (83) | Cabin Fever                                  | Locke (FB)                                   | Paul Edwards     | Elizabeth Sarnoff & Kyle Pennington  | 8 mei 2008       |  |
| Locke, Hurley en Ben proberen de hut van de Anderen-leider Jacob te vinden. Aanvankelijk lijkt hun zoektocht onsuccesvol te zijn, maar dan geeft een geestverschijning van het overleden DHARMA-lid Horace Goodspeed John aanwijzingen om de hut te vinden: hij wijst hen de weg naar een massagraf. Daar vindt Ben de blauwdrukken van de hut in Horace' jas, waarmee hij de hut kan vinden. Op het fregat Kahana keert huursoldaat Martin Keamy terug van zijn onsuccesvolle aanval op de barakken, de voormalige woonst van de Anderen. Keamy is kwaad door de mislukte missie en wil weten wie zijn naam aan Ben heeft doorgegeven. De kapitein brengt hem naar Michael, die Keamy in elkaar slaat. Maar Michael wordt van zware verwonding behoed door Gault, de kapitein van het schip. Sayid vertrekt met een rubberen boot naar het eiland om daar zoveel mensen als mogelijk te redden. Desmond weigert hem te vergezellen omdat hij na drie jaar op het eiland te hebben gezeten er nooit meer een voet aan wal wil zetten: hij wil naar Penny. Enkele uren nadat Sayid vertrokken is, start Keamy een muiterij. Hij bedreigt piloot Frank Lapidus met een pistool om de helikopter van het fregat in orde te maken. Lapidus weigert dit, waarna Keamy de keel van dokter Ray doorsnijdt en hem overboord gooit, en hij Gault neerschiet. Lapidus verlaat met Keamy en enkele mannen het fregat om naar het eiland af te reizen en het, naar eigen zeggen, te "veroveren". Wanneer de helikopter over het strandkamp van de vliegtuigoverlevenden vliegt, laat Frank een tas met een satelliettelefoon met GPS-ontvanger vallen. Aan het einde van de aflevering treedt Locke alleen de hut van Jacob binnen (Ben wil niet meer mee omdat 'zijn tijd op is'), en spreekt hij met de overleden Christian Shephard, die zegt dat hij namens Jacob spreekt. Naast Shephard zit Claire Littleton, die zijn dochter blijkt te zijn. Jack is dus een halfbroer van Claire. Christian waarschuwt Locke dat Keamy's huursoldaten van de Kahana al op weg zijn naar het eiland, en hij vraagt hem om het eiland 'te verplaatsen' om ieders leven te redden. Flashbacks De aflevering begint in de jaren 50 van de 20ste eeuw, wanneer de 16-jarige Emily Locke zich gereedmaakt voor een afspraakje met een man die twee keer zo oud als zij is. Haar moeder is het daar niet mee eens maar Emily rent haar huis uit, tot ze wordt geraakt door een auto. Het ongeluk zorgt ervoor dat ze vroegtijdig bevalt van haar baby John. Locke's leven wordt vanaf dan gevolgd door Richard Alpert en Matthew Abaddon, die zijn leven proberen te beïnvloeden voor hun eigen doelen. |                                              |                                              |                  |                                      |                  |  |
| 4-12 (84) | There is No Place Like Home (Deel I)         | Oceanic 6 (FF)                               | Stephen Williams | Damon Lindelof & Carlton Cuse        | 15 mei 2008      |  |
| Met de satelliettelefoon in de hand besluit Jack (tegen het advies van Juliette in) om de helikopter te volgen. Kate gaat mee. Ze komen onderweg Miles, Sawyer en Aaron tegen. Kate neemt de baby over van Sawyer en gaat terug naar het strand, want Sawyer gaat met Jack mee op zoek naar de helikopter. Daar aangekomen vinden ze een geboeide Frank Lapidus, die hen zo snel mogelijk van dit eiland wil afkrijgen. Maar Hurley moet ook nog van het eiland af, dus gaan de twee op zoek naar hem. Sayid is met zijn bootje tot op het strand geraakt, en wil iedereen zo snel mogelijk van het eiland af. Maar Jack is de helikopter achterna, dus wil Sayid Jack volgen. Kate komt dan net aan op het strand, en wil mee met Sayid. Ze geeft Aaron aan Sun, die daarna aan boord van het bootje klimt en zo met Jin, Daniel en nog enkele overlevenden naar de Kahana vaart. Eenmaal aan boord van het schip, ontmoeten ze daar ook weer Michael, die er ondertussen in geslaagd is de motor van het schip te repareren. Maar er blijkt nog een storing te zitten in een radar, en dus gaat Desmond op zoek naar de bron van de storing. Op zoek naar de stoorzender vindt Desmond een grote lading explosieven. Hurley, Ben en Locke zijn op weg naar The Orchid (= de Orchidee), een station dat te maken heeft met de opdracht van Locke (het eiland verplaatsen), die hij kreeg in de hut van Jacob. Ben neemt zijn voorzorgen want hij weet dat de huurlingen hem daar zullen opwachten. En hij krijgt gelijk: de huurlingen wachten hem inderdaad op. Hij geeft Locke instructies over wat hij moet doen eenmaal John het station is binnengegaan en voegt eraan toe dat hij altijd een plan heeft- waarop Ben opstaat en zichzelf gaat overgeven aan de huurlingen. Kate en Sayid worden ondertussen (op hun zoektocht naar Jack) omsingeld en overmeesterd door de Anderen... Flashforwards We zien de Oceanic 6 (Jack, Sayid, Hurley, Sun, Kate en Aaron) in een vliegtuig. Er wordt hen duidelijk gemaakt wat hen te wachten staat – ze zijn namelijk op weg naar de bewoonde wereld. We volgen hen bij hun aankomst en zien ze ook herenigd worden met hun familie. Op de persconferentie wordt aan de pers een leugen vertelt: het vliegtuig zou gecrasht zijn in de buurt van een Indonesisch eilandje en 8 overlevenden hebben geteld. Twee ervan zijn gestorven nadat ze op een onbewoond eiland zouden zijn aangespoeld. Na de persconferentie wordt Sayid dan terug samengebracht met zijn vriendin, Nadia. Daarna zien we kleine stukjes van elk van de overlevenden na hun terugkomst: Jack leert op zijn vaders begrafenis dat Claire zijn halfzus is (en hij dus de oom van Aaron is); Sun neemt wraak op haar vader (die ze verantwoordelijk acht voor de dood van Jin) en neemt een meerderheidsaandeel in zijn bedrijf en Hurley verjaart en krijgt een auto cadeau- waarvan de kilometerstand de getallenreeks 481516 en 2342 aangeeft. |                                              |                                              |                  |                                      |                  |  |
| 4-13 & 4-14 (85 & 86) | There is No Place Like Home (Deel II en III) | Oceanic 6 (FF)                               | Jack Bender      | Carlton Cuse & Damon Lindelof        | 29 mei 2008      |  |
| Jack en Sawyer komen aan bij The Orchid, waar ze Locke en Hurley aantreffen. Locke probeert Bens instructies op te volgen, maar dat valt niet mee. Op hetzelfde moment komen ook Keamy en Ben aan bij de helikopter. Plots komt Kate uit de struiken gesprongen die hen vertelt dan ze wordt opgejaagd door de Anderen. Keamy stuurt zijn mannen erop af, waarop er een vuurgevecht ontstaat tussen de Anderen en de huurlingen. Keamy wordt aangevallen door Sayid en doet dan alsof hij dood is. De overige huurlingen worden gedood door de Anderen. Ben bedankt daarop de groep voor zijn bevrijding en schenkt Kate en Sayid de vrijheid: ze mogen vertrekken met de helikopter. Ben gaat terug naar de The Orchid- Keamy achtervolgt hem. Locke en Jack hebben ondertussen een discussie over het eiland: volgens Locke mag Jack nog niet vertrekken, maar daar heeft Jack geen oren naar. Locke maant Jack dan aan om te liegen over alles wat er is gebeurd: zo alleen kan het eiland beschermd worden. Ben komt dan aan bij The Orchid en adviseert Jack het eiland te verlaten. Hurley, Jack en Sawyer vertrekken dan naar de helikopter; Ben toont aan Locke waar de geheime lift zich bevindt. Ze gaan naar beneden en komen terecht in het eigenlijke station. Locke krijgt dan van Ben een korte video te zien over de experimenten die gedaan werden in dit station: er werd onder andere geprobeerd om te reizen door de tijd. Ben is ondertussen de cabine (waarmee door de tijd kan gereisd worden) aan het volproppen met metalen voorwerpen, iets wat de video afraadde om te doen. Ineens schiet de lift in beweging. Ben en Locke verstoppen zich, want Keamy komt Ben alsnog gevangennemen, en hij heeft zijn voorzorgen genomen: rond zijn arm heeft hij een apparaat gebonden dat een signaal stuurt naar een ontvanger, dat gekoppeld is aan de explosieven op de boot. Als hij sterft, stuurt dat apparaat een signaal door dat de hele boot zal doen ontploffen. Ben is echter nog altijd woedend omdat Keamy Alex heeft vermoord, en steekt Keamy een paar keer in de keel met een mes. Locke probeert Keamy nog te redden- maar faalt. Ondertussen proberen de mensen aan boord van de 'Kahana' de batterij van de bom koel te houden: zolang deze koel blijft, kan er niets gebeuren. Kate, Jack, Sawyer, Hurley, Desmond en Frank vliegen op datzelfde moment richting het schip. De helikopter is beschadigd door de aanval van de Anderen op de huurlingen en verliest veel benzine. Sawyer voelt zich geroepen om uit de helikopter te springen en zo de rest te redden: hij prevelt nog wat in Kates oor, kust haar en springt dan. Zo kan de rest veilig tot aan de boot vliegen. Maar eenmaal geland, moeten ze er snel weer af: de koelvloeistof is op en de bom kan elk moment ontploffen. Sun wil Jin nog snel halen, maar hij komt net te laat. De helikopter vertrekt met Frank, Desmond, Kate, Jack, Hurley, Aaron, Sayid en Sun aan boord. Vanuit de lucht zien zij de boot ontploffen- het lot van Michael en Jin is niet bekend, maar het lijkt erop dat ze dood zijn. Ze willen dan terugkeren naar het eiland, maar daar zijn John en Ben bezig met hun opdracht: het eiland verplaatsen. Ben activeert dan de tijdreiscabine- die ontploft door de metalen voorwerpen die Ben er had ingelegd. Hij maant Locke aan om terug naar boven te gaan: diegene die het eiland verplaatst, kan namelijk nooit meer terugkeren naar het eiland. Hij zegt ook dat John de nieuwe leider is van de Anderen en dat ze boven op hem wachten. Locke vertrekt en Ben voert de opdracht uit: de ontploffing in de cabine heeft een geheime gang ontbloot. Op het einde van die gang is een kamer waar een groot rad staat. Ben draait aan het wiel en we zien (vanuit de helikopter) het eiland in een flits in zee verdwijnen. Enkele hoge golven doen herinneren aan het eiland en het Hydra-eiland die er eens lagen. De helikopter kan nu nergens meer landen en stort niet snel daarna in zee. Een reddingssloep wordt net voor de crash in zee gedropt en iedereen kan aan boord van de sloep klimmen. Ze dobberen wat rond, tot ze op een nacht door een boot gevonden worden. Niet zo maar een boot: de boot van Penny Widmore, dochter van Charles en vriendin van Desmond. Desmond is dolblij haar terug te zien. De Oceanic 6 daarentegen hebben besloten om te liegen over hun verleden, zoals Locke gevraagd heeft. Ze gaan terug aan boord van de sloep en peddelen naar een nabijgelegen strand, waar ze door de lokale bevolking opgevangen worden. Flashforwards De flashforwards in deze aflevering volgen op die van de seizoensfinale van seizoen drie. We zagen toen Jack op de begrafenis van iemand. Die persoon heet Jeremy Bentham en alle zes (en Walt) hebben ze bezoek gekregen van deze man. Hij heeft hen bezocht omdat ze allemaal terug naar het eiland moeten volgens hem- er zijn heel erge dingen gebeurd nadat zij vertrokken zijn. Daarnaast zien we ook enkele andere flashforwards: Kate krijgt een droom over Claire, die haar vertelt dat ze Aaron niet terug mee mag nemen naar het eiland. Sun bezoekt Charles Widmore in London en vertelt hem dat ze met hem wil samenwerken. Sayid breekt in in het psychiatrisch ziekenhuis waar Hurley zit en vertelt hem dat hij hier niet veilig is- Hurley speelt ondertussen een spelletje met een onzichtbare Mr. Eko (zie seizoen twee). In de laatste flashforward zien we dan Jack, terug op de begrafenis van Jeremy Bentham. Dan valt ineens Benjamin Linus binnen. Die zegt dat Jack niet alleen terug kan naar het eiland: iedereen moet terug mee, anders lukt het niet- dus ook Jeremy Bentham. En dat blijkt gewoon een alias te zijn voor John Locke. |                                              |                                              |                  |                                      |                  |  |